# Emmaüskerk (Berlijn)
De Emmaüskerk (Duits: Emmauskirche) werd naar het ontwerp en onder leiding van August Orth van 1890 tot 1893 gebouwd in de Berlijnse wijk Kreuzberg.

## Naam
De naam van de kerk is gerelateerd aan de gebeurtenissen zoals die volgens het Evangelie van Lucas (24:13-32) zijn beschreven. Een mozaïek naar het ontwerp van Paul Mohn (1842–1911) boven het portaal toont de ontmoeting van twee mannen met de opgestane Jezus Christus op de weg naar Jeruzalem met daaronder de spreuk "Herr bleibe bei uns, denn es will Abend werden".

## Geschiedenis
Wegens de snelle groei van de parochie van de Sint-Thomaskerk moest de parochie worden opgedeeld. Voor de nieuwe parochie werd in de jaren 1890–1893 de nieuwe Emmaüskerk opgetrokken. Architect August Orth ontwierp een kerk met overwegend neoromaanse elementen. Het kerkschip was een achthoekige centraalbouw met bij het voorportaal een 74 meter hoge toren. De kerk werd op zondag 27 augustus 1893 plechtig ingewijd. Op verzoek van de keizer zong tijdens de wijding het Koninklijke Domkoor uit Berlijn. Samen met het eveneens door August Orth ontworpen nabijgelegen station (Görlitzer Bahnhof) vormde de Emmaüskerk een harmonieus architecturaal geheel.
Voor de vernietiging van de Emmaüskerk tijdens de Tweede Wereldoorlog had het gebouw 2.400 zitplaatsen. Daarmee overtrof de Emmaüskerk alle kerken van Berlijn, zelfs de Berlijnse Dom. Op 3 februari 1945 brandde het kerkschip van de kerk na een luchtaanval uit. De toren met het mozaïek boven het ingangsportaal bleef echter behouden. Op 1 juli 1949 werden delen van de kerk wegens instortingsgevaar opgeblazen en gesloopt.
Tussen 1957 en 1959 verrees bij de toren een multifunctionele en aanmerkelijk kleinere nieuwbouw naar het ontwerp van Werner von Walthausen. In de jaren 90 werd het interieur van de kerk geheel vernieuwd. Op 27 augustus 1995 fuseerde de Emmaüsgemeente met de nabijgelegen Olijfberggemeente.

## Orgel
De Emmaüskerk bezit een bijzondere combinatie: een pijporgel en een elektronisch orgel in een. Het instrument werd door de orgelbouwer G.A.C. de Graaf gebouwd voor de Noachkerk in Amsterdam. Na de sluiting van de Noachkerk werd het orgel verkocht aan de Emmaüskerk. Het pijporgel telt 22 registers met twee manualen en pedaal. De eerste manuaal is een koppelmanuaal. In de jaren 2002–2004 werd het instrument met 24 elektronische registers vergroot.